# Jessie Cross
Jessie Cross (Estados Unidos, 14 de abril de 1909-28 de marzo de 1986) fue una atleta estadounidense, especialista en la prueba de 4 x 100 m en la que llegó a ser subcampeona olímpica en 1928.

## Carrera deportiva
En los JJ. OO. de Ámsterdam 1928 ganó la medalla de plata en los relevos 4 x 100 metros, con un tiempo de 48.8 segundos, llegando a meta tras Canadá que batió el récord del mundo con 48.4 segundos, y por delante de Alemania (bronce con 49.0 segundos), siendo sus compañeras de equipo: Loretta McNeil, Betty Robinson y Mary Washburn.